# Прапор Котелевського району
Пра́пор Котеле́вського райо́ну — офіційний символ Котелевського району Полтавської області, затверджений 16 червня 2009 року рішенням сесії Котелевської районної ради.

## Опис
Прапор являє собою прямокутне полотнище зі співвідношенням сторін 2:3, яке складається з вертикальних смуг: зеленої, жовтої, червоної, жовтої та зеленої, у співвідношенні 1:1:8:1:1. У центрі зображено білу підкову, навколо неї — десять восьмипроменевих зірок, верхня білого кольору, інші жовті.